# 豊橋市保健所

豊橋市徽章

豊橋市保健所（とよはししほけんじょ）は、地域保健法に基づき豊橋市により置かれている保健所である。保健センターや休日夜間急病診療所などとともに豊橋市中野町の三師会（医師会、歯科医師会、薬剤師会）に隣接のほいっぷ（国立豊橋病院跡地）にある。

## 経緯
- 1943年（昭和18年）：愛知県豊橋健康相談所（愛知県豊橋市西新町）を合併し、東三河を所管する愛知県豊橋保健所（愛知県豊橋市花田町字寺東）が木造平屋建てで発足。当時の所轄庁は愛知県庁。
- 1944年（昭和19年）：所管区域が1市4町村へ限定。
- 1945年（昭和20年）：豊橋空襲により庁舎焼失。
- 1947年（昭和22年）：衛生行政が保健所へ移管。
- 1953年（昭和28年）：同市花田町字黒福（現在の同市東松山町）へ新築移転。
- 1955年（昭和30年）：所管区域を豊橋市1市へ限定。
- 1971年（昭和46年）：同市富本町字国隠へ新築移転。
- 1999年（平成11年）4月1日：豊橋市は中核市になり、愛知県庁所轄の愛知県豊橋保健所が廃止され、豊橋市役所所轄の豊橋市保健所が発足。
- 2010年（平成22年）4月1日：現在地の同市中野町のほいっぷへ移転。2010年度グッドデザイン賞受賞[2]。

## ほいっぷ内の施設
- 保健所
- 保健センター
- こども発達センター
- 休日夜間急病診療所（内科・小児科）
- 休日夜間歯科診療所
- レストラン棟
- 芝生広場：約4400m2

## 所在地
- 〒440-8501：愛知県豊橋市中野町字中原100番地

## 交通手段
- 豊鉄バス：中浜大崎線「ほいっぷ前」バス停下車。
- 愛知県道2号豊橋渥美線（大崎街道）の三叉路交差点の北。
  - 駐車場405台（うち身体障害者用駐車場17台）
  - 駐輪場68台

## 隣接の保健施設
三師会
- 豊橋市医師会館
- 豊橋市歯科医師会館
- 豊橋市薬剤師会館
- 准看護学校
- 歯科衛生士専門学校

## 市の他の保健施設
- 豊橋市食肉衛生検査所：愛知県豊橋市明海町16-1